# Комітет охорони пам'ятників історії та мистецтва Української академії наук
Комітет охорони пам'ятників історії та мистецтва Української академії наук — державно-громадський орган, створений у серпні 1919 р. в Києві в період окупації українських земель Добровольчою армією для опіки над пам'ятками старовини та мистецтва.
В його складі діяло кілька секцій.
Головою комітету було обрано Дмитра Багалія. Після приєднання до комітету аналогічної установи, створеної при Київському університеті, його очолив проф. М. Довнар-Запольський. Нове керівництво тісно співпрацювало з військовою адміністрацією Добровольчої армії з центром у м. Ростов-на-Дону. Воно вдалося до переслідувань і звільнень з посад національно свідомих українських діячів, а також до виправлення «помилок» своїх попередників на ниві охорони пам'яток за часів Української Центральної Ради, Української Держави та УСРР. Було ліквідоване єдине Архівне управління та призупинено проведення архівної реформи. Частина музейних фондів була оголошена «військовою здобиччю» Добровольчої армії та реквізована, після чого за сплату 30% вартості старожитності та пам'ятки мистецтва могли бути викуплені колишніми власниками. Решта переданих до музеїв приватних колекцій і збірок мала повертатися їхнім колишнім власникам, незважаючи на загрозу їхнього вивезення за кордон або знищення. Через політичні та методологічні розходження з керівництвом комітету з його складу вийшла велика група науковців УАН і Українського наукового товариства.
У грудні 1919 р. комітет припинив своє існування.